# Grasty
Grasty（グラスティ）は、皮膚科専門医の玉城有紀がプロデュースする白衣のアパレルブランド。

## 概要
デザインは従来の白衣ブランドとは対照的に、医療従事者、特に医師が働く際に医療現場でありながら一個人としてのお洒落を両立できることをコンセプトに、フリルや刺繍といった要素を多分に取り入れている。
花柄などの可憐なデザインを基調とし、落ち着きのあるモード志向である。
初期は独立開業している医師向けのブランドラインとしてスタートしたが、今後は複数のユーザーに対するディフュージョンブランドの展開等も予定している。
玉城有紀は総監修者として、プロデュース・意匠制作に携わっている。